# Robert Jarocki
Robert Jarocki (ur. 1932, zm. 14 sierpnia 2015) – polski dziennikarz i pisarz. 
Był autorem wielu książek biograficzno-historycznych. 
Jego bratem był Jerzy Jarocki, polski reżyser teatralny, pedagog, tłumacz i dramaturg. 

## Wybrane publikacje
- Bankiet, Warszawa: „Iskry”, 1967.
- Zamonit, Katowice: Komenda Chorągwi Związku Harcerstwa Polskiego - Warszawa: Wydawnictwo Harcerskie 1968.
- Uczulenie, Warszawa: „Iskry” 1971.
- Z Niwki do Genewy, Kraków: Wydawnictwo Literackie 1980 (wyd. 2 - Kraków: Wydawnictwo Literackie 2012).
- Rozmowy z Lorentzem, Warszawa: Państwowy Instytut Wydawniczy 1981.
- Widzieć jasno bez zachwytu, Warszawa: „Czytelnik”, 1982.
- Czterdzieści pięć lat w opozycji (o ludziach „Tygodnika Powszechnego”), Kraków: Wydawnictwo Literackie 1990.
- Ostatni ordynat: z Janem Zamoyskim spotkania i rozmowy, Warszawa: Państwowy Instytut Wydawniczy 1991 (wyd. 2 - Warszawa: „Fulmen Poland” 1996).
- Pięć minut ambasadora: rozmowy ze Stanisławem Gajewskim, Warszawa: Wydawnictwo Naukowe PWN 1993.
- Żyd Piłsudskiego: opowieść o Anatolu Mühlsteinie, Warszawa: ARS Print Production 1997 (przekład izraelski: Rŵbert Ya'rŵsqiy, Ha-Yhwdiy šel Piyswdsqiy: siypwrŵ šel'Anatŵl Miylštayyn, mi-pŵlaniyt Miryam Aqabya', Tel-'Abiyb: Gwwaniym 2007).
- Opowieść o Aleksandrze Gieysztorze, Warszawa: „Presspublica” 2001.
- Genetyk i historia: opowieść o Piotrze Słonimskim, Warszawa: „Rosner & Wspólnicy” 2003.
- Z albumu Romana Jasińskiego, Warszawa: Państwowy Instytut Wydawniczy 2011.
- Sztuka i krew 1939-1945: opowieść o ludziach i zdarzeniach, Warszawa: Państwowy Instytut Wydawniczy, 2012.
- Magdulka i cały świat, rozmowa biograficzna z Witoldem Kieżunem przeprowadzona przez Roberta Jarockiego, Warszawa: Wydawnictwo „Iskry” 2013.

## Nagrody i odznaczenia
- Nagroda Polskiego PEN Clubu im. Ksawerego Pruszyńskiego (1991)
- Odznaka honorowa ZAiKS-u (1998)[2]
- Medal ZAiKS-u (2009)[2]